# Robert Hall Chilton

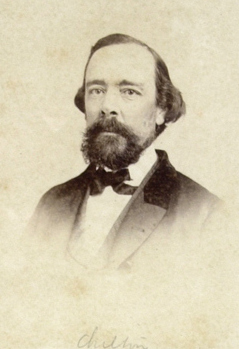
Robert H. Chilton

Robert Hall Chilton (* 25. Februar 1815 in Loudoun County, Virginia; † 18. Februar 1879 in Columbus, Georgia) war Offizier des US-Heeres und Brigadegeneral im konföderierten Heer während des  Sezessionskrieges.

## Leben
Chilton beendete 1837 seine Ausbildung an der Militärakademie in West Point, New York als 48. seines Jahrgangs. Anschließend wurde er den Dragonern zugeteilt und diente in Kansas, Texas und den Indianergebieten. Von 1847 bis 1848 nahm er am Mexikanisch-Amerikanischen Krieg teil, wo er nach der Schlacht von Buena Vista für seine Tapferkeit wegen der Rettung des verwundeten Jefferson Davis und eines Obersts der Mississippi-Freiwilligen, ausgezeichnet wurde. 1852 wurde er zum Hauptmann im 1. US-Dragoner-Regiments befördert. Nach seiner Versetzung zum Stab diente er 1854 bis 1861 als Zahlmeister in Washington, D.C., New York und Texas.
Nach Ausbruch des Amerikanischen Bürgerkriegs quittierte er 1861 den Dienst im US-Heer und wechselte auf die Seite der Konföderierten, wo er seinen Dienst als Generaladjutant im Dienstgrad eines Oberstleutnants aufnahm und bis nach der Schlacht von Gettysburg 1863 unter seinem Freund, General Robert Edward Lee, diente.
Im Oktober 1862 wurde er erstmals zum Brigadegeneral befördert. Diese Beförderung wurde aber vom konföderierten Kongress nicht bestätigt. Als möglicher Grund werden Meinungsverschiedenheiten mit einigen Kommandeuren, insbesondere mit Generalmajor John Bankhead Magruder, genannt. In der Folgezeit diente er weiter unter General Lee als Inspekteur der vor Richmond operierenden Truppen. 1864 wurde er erneut zum Brigadegeneral befördert. 
Sein einziges Kommando über eine kämpfende Einheit erhielt er im Mai 1864. Er kommandierte ein Virginia-Infanterie-Regiment und Kavallerie in einer Schlacht und hielt die Reihen der Konföderierten entlang der Richmond & Petersburg Railroad. Danach nahm er bis Kriegsende seinen alten Posten als Generalinspekteur wieder auf. Chilton war die Person, die Generals Lees Special Orders 191 unterzeichnete, die als Lost Dispatch in die Geschichte eingingen.
Nach dem Krieg wurde Chilton Präsident eines produzierenden Unternehmens in Columbus, Georgia, wo er am 18. Februar 1879 verstarb.